# Joe Cahill
Joe Cahill (en irlandès: Seosamh Ó Cathail) va ser un líder republicà irlandès a Irlanda del Nord, antic cap de gabinet de l'IRA Provisional, i tresorer del Sinn Féin. Amb disset anys ingressà a l'organització juvenil Fianna Éireann, i l'any següent es va unir a l'Exèrcit Republicà Irlandès. El 1969, Cahill va ser una figura clau en l'escissió de l'IRA i la fundació de l'IRA Provisional. Durant la seva etapa amb els provisionals, Cahill va ajudar a importar armes i a cercar suport financer. Va exercir com a cap de gabinet el 1972, però va ser detingut l'any següent quan va ser interceptat un vaixell que importava armes. Posteriorment, forma part de les converses que van conduir al procés de pau nord-irlandès.